# Notícia do Brasil
Notícia do Brasil, também conhecido como Tratado Descritivo do Brasil e Descrição verdadeira de todo o Estado pertencente à Coroa de Portugal, da fertilidade dessa província, de todas as aves, animais, peixes, bichos, plantas, que nelas há, e dos costumes dos seus naturais, é uma das obras capitais do século XVI sobre o Brasil. Foi escrito por Gabriel Soares de Sousa e publicado em 1587.

## Comentários
Francisco Adolfo de Varnhagen, se o encareceu, não o exagerou demasiado escrevendo, ele que mais do que ninguém o estudou e conheceu:

Como corógrafo o mesmo é seguir o roteiro de Soares que o de Pimentel ou de Roussin; em topografia ninguém melhor do que ele se ocupou da Bahia; como fitólogo faltam-lhe naturalmente os princípios da ciência botânica; mas Dioscórides e Plínio, o Velho não explicam melhor as plantas do velho mundo que Soares as do novo, que desejava fazer conhecidas. A obra contemporânea que o jesuíta José de Acosta publicou em Sevilha em 1590, com o título de 'História natural e moral das Índias' e que tanta celebridade chegou a adquirir, bem que pela forma e assuntos se possa comparar à de Soares, é-lhe muito inferior quanto à originalidade e cópia de doutrina. O mesmo dizemos das de Francisco Lopes de Câmara e de Gonzalo Fernández de Oviedo. O grande Azara, com o talento natural que todos lhe reconhecem, não tratou instintivamente, no fim do século passado, da zoologia austro-americana melhor que o seu predecessor português; e numa etnografia geral de povos bárbaros, nenhumas páginas poderão ter mais cabida pelo que respeita ao Brasil, o que nos legou o senhor do engenho das vizinhanças de Jequiriçá. Causa pasmo como a atenção de um só homem pôde ocupar-se em tantas cousas 'que juntas se veem raramente', como as que se contêm na sua obra, que trata a um tempo, em relação ao Brasil, de geografia, de história, de topografia, de hidrografia, de agricultura entretrópica, de horticultura brasileira, de matéria médica indígena em todos os seus ramos e até de mineralogia.
Não é excessivo este juízo, e quem o emitia tinha competência para o fazer.
Diz o autor da obra "Brasiliana da Biblioteca Nacional":

O grande valor histórico e etnográfico desse texto é o de ter conseguido o milagre de ter retirado seu autor do anonimato a que fora relegado por cerca de três séculos. Gabriel Soares de Sousa é uma das principais figuras lusitanas que souberam perceber o sentido grandioso, ufanista, da terra brasileira como 'novo reino, pois está capaz para se edificar nele um grande império, o qual com pouca despesa destes reinos se fará tão soberano que seja um dos Estados do mundo'.
E ainda:

é um dos livros capitais sobre o Brasil quinhentista como literatura de informação pois registra de maneira quase enciclopédica a natureza e o homem nos trópicos, servindo de modelo a inúmeras obras que lhe seguiram os passos. Não se conhece o original nas circulou por meio de várias cópias anônimas até que Francisco Adolfo de Varnhagen preparasse a sua primeira edição completa publicada na Revista do Instituto Histórico e Geográfico Brasileiro, com o título Tratado descritivo do Brasil, em 1851. Varnhagen continuou a trabalhar no texto do Tratado e em 1879 lançou em livro outra edição mais correta e com aditamento.

## Conteúdo do livro

### Primeira parte: Roteiro geral da costa brasílica
- 1. Primeiros descobridores da província do Brasil e como está arrumada
- 2. Repartição que fizeram os reis católicos com el-rei D. João III de Portugal
- 3. Donde começa a correr a costa do Brasil
- 4. Do rio Amazonas
- 5. Costa do Amazonas até o Maranhão
- 6. Do Maranhão até o rio Grande
- 7. Do rio Grande até o Maranhão
- 8. Do Jagoarive até o cabo de São Roque
- 9. Do cabo de São Roque até o porto dos Búzios
- 10. Do porto dos Búzios até a baía da Traição, e como João de Barros mandou povoar a sua capitania
- 11. Da baía da Traição até Paraíba
- 12. Como se tornou a cometer a povoação da Paraíba
- 13. Vida e costumes do gentio potiguar
- 14. Do rio da Paraíba até Itamaracá, quem foi o primeiro capitão
- 15. Do rio de Igaruçu até Pernambuco
- 16. Da vila de Olinda e da grandeza de seu termo, e quem foi o primeiro povoador dela
- 17. Do porto de Olinda até o cabo de Santo Agostinho
- 18. Do cabo e rio de Ipojuca até o rio de São Francisco
- 19. Quem são os caetés
- 20. Da grandeza do rio de São Francisco
- 21. Do rio de São Francisco até o de Sergipe
- 22. Do no Sergipe até o rio Real
- 23. Do rio Real e de seus merecimentos
- 24. Do rio Real até o rio de Itapicuru
- 25. Do Itapicuru até Tatuapara
- 26. De Tatuapara até o rio de Joanne
- 27. Do rio de Joanne até a Bahia
- 28. Como Francisco Pereira Coutinho foi povoar a Bahia e os trabalhos que nisso teve
- 29. Da ponta do Padrão até o rio Camamu
- 30. Do rio de Camamu até os Ilhéus
- 31. Como se começou a povoar a capitania dos Ilhéus
- 32. Quem são os aimorés
- 33. Do rio dos Ilhéus até o rio Grande
- 34. Do rio Grande até o de Santa Cruz
- 35. Do rio de Santa Cruz até o de Porto Seguro
- 36. Quem povoou a capitania de Porto Seguro
- 37. De Porto Seguro até o rio das Caravelas
- 38. Do rio das Caravelas até Cricaré
- 39. Quem são os tupiniquins
- 40. Do Cricaré até o rio Doce
- 41. Do rio Doce até o do Espírito Santo
- 42. Capitania do Espírito Santo a Vasco Fernandes Coutinho, que a foi povoar em pessoa
- 43. Do Espírito Santo até o cabo de São Tomé
- 44. Como Pedro de Góis foi povoar a sua capitania de Paraíba ou de São Tomé
- 45. Quem são os goitacases
- 46. Quem são os papanases
- 47, Do cabo de São Tomé até o cabo Frio
- 48. Recôncavos do cabo Frio
- 49. Do cabo Frio até o Rio de Janeiro
- 50. Entrada do Rio de Janeiro e as ilhas que tem defronte
- 51. Baía do Rio de Janeiro da ponta do Pão de Açúcar para dentro
- 52. Dita da ponta da cidade para dentro
- 53. Governador Mem de Sá no Rio de Janeiro
- 54. Povoação desta cidade [do Rio de Janeiro]
- 55. Como foi governador do Rio de Janeiro Antônio Salema
- 56. Conclui-se com o Rio de Janeiro com a tornada de Salvador Correia
- 57. Costa do Rio de Janeiro até São Vicente
- 58. Quem é o gentio tamoio
- 59. Barra e povoações da capitania de São Vicente
- 60. De quem é a capitania de São Vicente
- 61. Capitania de Santo Amaro
- 62. Fertilidade da terra de São Vicente
- 63. Quem são os guaianases?
- 64. Costa do rio de Santo Amaro até a Cananéia
- 65. De Cananéia até o rio de São Francisco
- 66. Do rio de São Francisco até o de Itapucuru
- 67. De Itapucuru até o rio dos Patos
- 68. Costumes dos carijós
- 69. Costa do rio dos Patos até o da Alagoa
- 70. Do porto da Alagoa até o rio de Martim Afonso
- 71. Do rio de Martim Afonso até o porto de São Pedro
- 72. Como corre a costa do rio de São Pedro até o cabo de Santa Maria
- 73. Do cabo de Santa Maria até ao rio da Prata
- 74. Ponta do rio da Prata, da banda do sul, até além da baía de São Matias

### Segunda parte: Memorial e declaração das grandezas da Bahia

###### Título 1 — História da colonização da Bahia
- 1. Armada de Tomé de Sousa
- 2. Quem foi Tomé de Sousa
- 3. Edificação da cidade do Salvador
- 4. Nova armada em favor da colonização
- 5. Governo de Duarte da Costa

###### Título 2 — Descrição topográfica da Bahia
- 6. Clima da Bahia: curso dos ventos na costa e das águas nas monções
- 7. Cidade do Salvador
- 8. Sítio da cidade
- 9. Como corre esta da Sé (da cidade do Salvador) por diante
- 10. Como se segue por este rumo até o cabo
- 11. Como corre a mesma da banda da praça para a banda do sul
- 12. Outras partes que a cidade tem para se notar
- 13. Como se tratam os moradores do Salvador e algumas qualidades suas
- 14. Como se pode defender a Bahia com mais facilidade

###### Título 3 — Da enseada da Bahia, suas ilhas, recôncavos, ribeiros e engenhos
- 15. Grandes qualidades que tem a Bahia
- 16. Barras que tem e como está arrumada a ilha de Itaparica
- 17. Como se navega para entrar na baía
- 18. Tamanho do mar da baia e de algumas ilhas
- 19. Terra da Bahia, da cidade até a ponta de Tapagipe, e suas ilhas
- 20. Engenhos de açúcar de Pirajá
- 21. Fazendas que há da barra de Pirajá até o rio de Matoim
- 22. Tamanho do rio de Matoim e engenhos que tem
- 23. Feição da terra da boca de Matoim até o esteiro de Mataripe e mais engenhos
- 24. Da terra da boca do esteiro do Mataripe até a ponta de Marapé e dos engenhos que em si tem
- 25. Rio de Seregipe e terra dele à boca do Paraguaçu
- 26. Grandeza do rio Paraguaçu e seus engenhos
- 27. Terra do rio de Paraguaçu tocante à capitania de D. Álvaro
- 28. Como corre a terra do rio de Paraguaçu ao longo do mar da Bahia até a boca do Jaguaripe e por este rio acima
- 29. Tamanho e formosura do rio Irajuí e seus recôncavos
- 30. Da boca da barra de Jaguaripe até Juquirijape e daí até o rio Una
- 31. Do rio Una até Tinharé e da ilha de Taparica, com outras ilhas
- 32. Quantas igrejas, engenhos e embarcações tem a Bahia
- 33. Fertilidade da Bahia e como se nela dá o gado

###### Título 4 — Da agricultura da Bahia
- 34. Algumas árvores da Espanha e como se criam
- 35. Doutros frutos estranhos
- 36. Das sementes de Espanha que se dão na Bahia
- 37. Da mandioca
- 38. Das raízes da mandioca e do para que servem
- 39. Quão terrível é a água da mandioca
- 40. Da farinha que se faz da mandioca
- 41. Do muito para que prestam as raizes da carimã
- 42. Da farinha-de-guerra e como se faz da carimã
- 43. Dos aipins
- 44. Alguns mantimentos de raízes que se criam debaixo da terra
- 45. Do milho
- 46. Legumes
- 47. Dos amendoins (mandobis)
- 48. Quantas castas de pimenta há
- 49. Dos cajus e cajuís
- 50. Das pacobeiras e bananeiras
- 51. Dos mamões e jaracatiás

###### Título 5 — Das árvores e plantas indígenas que dão fruto que se come
- 52. De algumas árvores que dão frutos
- 53. Da árvore dos umbus
- 54. De algumas árvores de frutos afastadas do mar; sapucaia, piquiá, macugé, jenipapo, etc.
- 55. Em que se contêm muitas castas de palmeiras, que dão fruto
- 56. Ervas que dão fruto
- 57. Dos ananases

###### Título 6 — Das árvores medicinais
- 58. Das árvores de virtude
- 59. Da embaíba e caraobuçu e caraobamirim
- 60. Da árvore da almécega e de outras árvores de virtude

###### Título 7 — Das ervas medicinais
- 61. Das ervas de virtude: tabaco, etc.
- 62. Como se cria o algodão e de sua virtude e de outros arbustos
- 63. Virtudes de outras ervas menores

###### Título 8 — Das árvores reais epaus de lei
- 64. Do vinhático e cedro
- 65. Do pequi e de outras madeiras reais
- 66. Em que se acaba a informação das árvores reais

###### Título 9 — Das árvores meãs com diferentes propriedades, dos cipós e folhas úteis
- 67. Da camaçari e guanandi
- 68. Das árvores que dão a embira
- 69. De algumas árvores muito duras
- 70. Árvores que se dão ao longo do mar
- 71. De algumas árvores moles
- 72. Algumas árvores de cheiro
- 73. Arvores de que se fazem remos e hastes de lanças
- 74. Algumas árvores que têm ruim cheiro
- 75. Árvores que dão frutos silvestres, que se não comem
- 76. Dos cipós e para o que servem
- 77. Folhas proveitosas que se criam no mato

###### Título 10 — Das aves
- 78. Da águia, emas, etc.
- 79. Do macucaguá, mutum, galinha-do-mato, etc.
- 80. Dos canindés, araras e tucanos
- 81. Das aves que se criam nos rios e lagoas de água doce
- 82. Das aves que se parecem com perdizes, rolas e pombas
- 83. Diversidade de papagaios que há
- 84. Algumas aves da água salgada
- 85. Aves de rapina
- 86. Algumas aves noturnas
- 87. Alguns pássaros de diversas cores e costumes
- 88. De alguns passarinhos que cantam
- 89. De outros pássaros diversos

###### Título 11 — Da entomologia brasílica
- 90. Alguns insetos com asas
- 91. Das abelhas
- 92. Das vespas e moscas
- 93. Dos mosquitos, grilos, besouros e broca

###### Título 12 — Dos mamíferos terrestres e anfíbios
- 94. Das antas
- 95. Do jaguaretê
- 96. Tigres e alimárias daninhas
- 97. Dos veados
- 98. Alimárias que se mantêm de rapina
- 99. Estranheza do jaguarecaca
- 100. Dos porcos-do-mato
- 101. Dos porcos e outros bichos que se criam na água doce
- 102. Dos tatus
- 103. Das pacas e cutias
- 104. Dos bugios
- 105. Diversidade dos ratos que se comera
- 106. Dos cágados
- 107. Do bicho que se chama preguiça
- 108. De outros animais diversos

###### Título 13 — Daherpetografiae dosbatráquiose vá
- 109. Da cobra jibóia
- 110. Cobras grandes que se criam nos rios
- 111. Das cobras-de-coral e das jereracas
- 112. Que cobras são as de cascavel e as dos formigueiros
- 113. Cobras diversas
- 114. Dos lagartos e camaleões
- 115. Diversidade das rãs e sapos
- 116. Das lagartas
- 117. Das lucernas e de outro bicho estranho
- 118. Das aranhas e lacrau

###### Título 14 — De várioshimenópteros, etc.
- 119. Das formigas que mais dano fazem
- 120. Das formigas-de-passagem
- 121. De certas formigas grandes
- 122. Diversas castas de formigas
- 123. Do cupim e dos carrapatos
- 124. De vários insetos sevandijas

###### Título 15 — Dos mamíferos marinhos e dos peixes do mar, camarões, etc.
- 125. Das baleias
- 126. Do espadarte e de outro peixe não conhecido que deu à costa
- 127. Do que o autor julgava homens marinhos
- 128. Do peixe-serra, tubarões, toninhas e lixas
- 129. Do peixe-boi
- 130. Dos peixes prezados e grandes
- 131. Dos meros, cavalas, pescadas e xaréus
- 132. Dos peixes de couro
- 133. Das albacoras, bonitos, dourados, corvinas, etc.
- 134. Peixes que se tomam em redes
- 135. Algumas castas de peixe medicinal
- 136. De alguns peixes que se criam na lama e andam sempre no fundo
- 137. Da qualidade de alguns peixinhos e dos camarões

###### Título 16 — Doscrustáceos,moluscos,zoófitos,equinodermos, etc., e dos peixes de água doce
- 138. Dos lagostins e uçás
- 139. Diversas castas de caranguejos
- 140. Das ostras
- 141. De outros mariscos
- 142. Da diversidade de búzios
- 143. Estranhezas que o mar cria na Bahia
- 144. Dos peixes de água doce
- 145. Do marisco que se cria na água doce
- 146. Dos caranguejos-do-mato

###### Título 17 — Notícia etnográfica do gentiotupinambáque povoava a Bahia
- 147. Que trata de quais foram os primeiros povoadores da Bahia
- 148. Proporção e feição dos tupinambás e como se dividiram logo
- 149. Como se dividiram os tupinambás
- 150. Linguagem dos tupinambás
- 151. Das aldeias e seus principais
- 152. Maneiras dos casamentos dos tupinambás e seus amores
- 153. Dos enfeites deste gentio
- 154. Da criação que os tupinambás dão aos filhos e o que fazem quando lhes nascem
- 155. O com que os tupinambás se fazem bizarros
- 156. Da luxúria destes bárbaros
- 157. Das cerimônias que usam os tupinambás nos seus parentescos
- 158. Do modo de comer e beber dos tupinambás
- 159. Modo da granjearia dos tupinambás e de suas habilidades
- 160. De algumas habilidadese costumes dos tupinambás
- 161. Dos feiticeiros e dos que comem terra para se matarem
- 162. Das saudades dos tupinambás e como choram e cantam
- 163. Como os tupinambás agasalham os hóspedes
- 164. Do uso que os tupinambás têm em seus conselhos e das cerimônias que neles usam
- 165. De como este gentio se cura em suas enfermidades
- 166. Do grande conhecimento que os tupinambás têm da terra
- 167. Como os tupinambás se apercebem para irem à guerra
- 168. Como os tupinambás dão em seus contrários
- 169. Como os contrários dos tupinambás dão sôbre eles, quando se recolhem
- 170. Como o tupinambá que matou o contrário toma logo nome e as cerimônias que nisso fazem
- 171. Do tratamento que os tupinambás fazem aos que cativam e a mulher que lhes dão
- 172. Da festa e aparato que os tupinambás fazem para matarem em terreiro a seus contrários
- 173. De como se enfeita e aparata o matador
- 174. O que os tupinambás fazem do contrário que mataram
- 175. Das cerimônias que os tupinambás fazem quando morre algum e como o enterram
- 176. Sucessor ao principal que morreu e das cerimônias que faz sua mulher e as que se fazem por morte dela também
- 177. De como entre os tupinambás há muitos mamelucos que descendem dos franceses e de um índio que se achou, muito alvo

###### Título 18 — Informações etnográficas acerca de outras nações vizinhas da Bahia, como tupinaés, aimorés, amoipíras, ubirajaras, etc.
- 178. Dos tupinaés
- 179. Costumes e trajes dos tupinaés
- 180. Quem são os amoipíras e onde vivem
- 181. Vida e costumes dos amoipiras
- 182. Da vivenda dos ubirajaras e seus costumes
- 183. Da terra que os tapuias possuíram
- 184. De quem são os maracás
- 185. Sítio em que vivem outros tapuias e parte de seus costumes
- 186. Alguns outros costumes

###### Título 19 — Recursos da Bahia para defender-se
- 187. Pedra para fortificações
- 188. Cômodo para se poder fazer cal, e como se faz
- 189. Dos aparelhos para se fazerem grandes armadas
- 190. Mais aparelhos para se fazerem armadas
- 191. Aparelhos que faltam para as embarcações
- 192. Dito para se fazer pólvora, picaria e armas

###### Título 20 — Metais e pedras preciosas
- 193. Do ferro, aço e cobre
- 194. Das pedras verdes e azuis do sertão
- 195. Das esmeraldas e outras pedras
- 196. Da quantidade de ouro e prata